# Esme Booth
Esme Booth, född den 23 december 1998, är en brittisk roddare.

## Karriär
Vid olympiska sommarspelen 2024 i Paris ingick Esme Booth i det brittiska lag som tog silver i fyra utan styrman.